# Leichtathletik-Europameisterschaften 1946/Medaillenspiegel
Dies ist der Medaillenspiegel der Leichtathletik-Europameisterschaften 1946, welche vom 23. bis zum 25. August im norwegischen Oslo ausgetragen wurden. Bei identischer Medaillenbilanz sind die Länder auf dem gleichen Rang geführt und alphabetisch geordnet.
| Medaillenspiegel | Medaillenspiegel | Medaillenspiegel | Medaillenspiegel | Medaillenspiegel | Medaillenspiegel |
| Platz            | Land             | Gold             | Silber           | Bronze           | Gesamt           |
| ---------------- | ---------------- | ---------------- | ---------------- | ---------------- | ---------------- |
| 1                | Schweden         | 11               | 5                | 6                | 22               |
| 2                | Sowjetunion      | 6                | 7                | 4                | 17               |
| 3                | Finnland         | 4                | 3                | 5                | 12               |
| 4                | Frankreich       | 3                | 4                | 4                | 11               |
| 5                | Niederlande      | 3                | 2                | 1                | 6                |
| 6                | Großbritannien   | 2                | 5                | 3                | 10               |
| 7                | Norwegen         | 1                | 2                | –                | 3                |
| 8                | Dänemark         | 1                | 1                | 2                | 4                |
| 8                | Italien          | 1                | 1                | 2                | 4                |
| 10               | Island           | 1                | –                | –                | 1                |
| 11               | Schweiz          | –                | 2                | –                | 2                |
| 12               | Belgien          | –                | 1                | –                | 1                |
| 13               | Tschechoslowakei | –                | –                | 4                | 4                |
| 14               | Polen            | –                | –                | 1                | 1                |
| 14               | Ungarn           | –                | –                | 1                | 1                |
| Gesamt           | Gesamt           | 33               | 33               | 33               | 99               |